# Санний спорт на зимових Олімпійських іграх 1976
Змагання з санного спорту на зимових Олімпійських іграх 1976 тривали з 4 до 7 лютого на трасі санно-бобслейного центру в Інсбруку (Австрія). Розіграно три комплекти нагород.

## Чемпіони та призери

### Таблиця медалей
| Місце              | Країна             | Золото | Срібло | Бронза | Загалом |
| ------------------ | ------------------ | ------ | ------ | ------ | ------- |
| 1                  | НДР                | 3      | 1      | 1      | 5       |
| 2                  | Західна Німеччина  | 0      | 2      | 1      | 3       |
| 3                  | Австрія            | 0      | 0      | 1      | 1       |
| Загалом (3 збірні) | Загалом (3 збірні) | 3      | 3      | 3      | 9       |

### Дисципліни
| Дисципліна                | Золото                          | Золото   | Срібло                                  | Срібло   | Бронза                                  | Бронза   |
| ------------------------- | ------------------------------- | -------- | --------------------------------------- | -------- | --------------------------------------- | -------- |
| Одномісні сани (чоловіки) | Детлеф Ґюнтер · НДР             | 3:27.688 | Йозеф Фендт · Західна Німеччина         | 3:28.196 | Ганс Рінн · НДР                         | 3:28.574 |
| Одномісні сани (жінки)    | Марґіт Шуман · НДР              | 2:50.621 | Уте Рюрольд · НДР                       | 2:50.846 | Елізабет Демляйтнер · Західна Німеччина | 2:51.056 |
| Двомісні сани             | НДР (GDR) Ганс Рінн Норберт Ган | 1:25.604 | ФРН (FRG) Ганс Бранднер Бальтазар Шварм | 1:25.889 | Австрія (AUT) Рудольф Шмід Франц Шахнер | 1:25.919 |

## Країни-учасниці
У змаганнях з санного спорту на Олімпійських іграх в Інсбруку взяли участь спортсмени 16-ти країн. Китайський Тайбей дебютував у цьому виді програми.
- Австрія (7)
- Канада (8)
- Франція (1)
- Західна Німеччина (8)
- Велика Британія (4)
- НДР (9)
- Італія (8)
- Японія (5)
- Ліхтенштейн (3)
- Норвегія (7)
- Польща (9)
- Республіка Китай (2)
- Швеція (5)
- Чехословаччина (4)
- СРСР (6)
- США (9)